# Élections cantonales de 1992 dans l'Hérault
Les élections cantonales ont eu lieu les 22 et 29 mars 1992.
Lors de ces élections, 26 des 49 cantons de l'Hérault ont été renouvelés. Elles ont vu la reconduction de la majorité socialiste dirigée par Gérard Saumade, président du conseil général depuis 1979.

## Résultats à l’échelle du département
Répartition départementale des résultats (2e tour).
- EXG (2,02 %)
- PCF (5,62 %)
- PS (30,39 %)
- Majorité (5,34 %)
- RPR (21,15 %)
- UDF (18,2 %)
- DVD (5,99 %)
- FN (11,29 %)

| Étiquette      | Étiquette                          | Premier tour | Premier tour | Second tour | Second tour | Sièges |
| Étiquette      | Étiquette                          | Voix         | %            | Voix        | %           | Sièges |
| -------------- | ---------------------------------- | ------------ | ------------ | ----------- | ----------- | ------ |
|                | Parti socialiste                   | 48 795       | 23,99        | 53 648      | 30,39       | 12     |
|                | Parti communiste français          | 20 143       | 9,91         | 9 930       | 5,62        | 1      |
|                | Majorité présidentielle            | 8 787        | 4,32         | 9 435       | 5,34        | 2      |
|                | Extrême gauche                     | 3 759        | 1,85         | 3 563       | 2,02        | 1      |
|                | Parti radical de gauche            | 515          | 0,25         |             |             |        |
| Gauche         | Gauche                             | 81 999       | 40,32        | 76 576      | 43,37       | 16     |
|                |                                    |              |              |             |             |        |
|                | Front national                     | 33 918       | 16,68        | 19 927      | 11,29       | 0      |
|                | Rassemblement pour la République   | 27 773       | 13,66        | 37 337      | 21,15       | 5      |
|                | Union pour la démocratie française | 26 700       | 13,13        | 32 140      | 18,20       | 5      |
|                | Divers droite                      | 9 236        | 4,54         | 10 568      | 5,99        | 0      |
| Droite         | Droite                             | 97 627       | 48,01        | 99 972      | 56,63       | 10     |
|                |                                    |              |              |             |             |        |
|                | Les Verts                          | 14 719       | 7,24         |             |             |        |
|                | Génération écologie                | 9 011        | 4,43         |             |             |        |
| Écologistes    | Écologistes                        | 23 730       | 11,67        |             |             |        |
|                |                                    |              |              |             |             |        |
| Inscrits       | Inscrits                           | 304 112      | 100,00       | 299 571     | 100,00      |        |
| Abstention     | Abstention                         | 90 700       | 29,82        | 110 174     | 36,78       |        |
| Votants        | Votants                            | 213 412      | 70,18        | 189 397     | 63,22       |        |
| Blancs et nuls | Blancs et nuls                     | 10 056       | 4,71         | 12 849      | 6,78        |        |
| Exprimés       | Exprimés                           | 203 356      | 95,29        | 176 548     | 93,22       |        |

## Résultats par canton

### Canton de Béziers-3
| Candidats      | Candidats        | Étiquette      | Premier tour | Premier tour | Second tour | Second tour |
| Candidats      | Candidats        | Étiquette      | Voix         | %            | Voix        | %           |
| -------------- | ---------------- | -------------- | ------------ | ------------ | ----------- | ----------- |
|                | Jules Faigt*     | PS             | 2 663        | 24,10        | 4 407       | 44,84       |
|                | Jacques Denis    | FN             | 2 180        | 19,72        | 1 803       | 18,34       |
|                | Michel Roget     | UDF            | 2 053        | 18,58        | 3 619       | 36,82       |
|                | Michel Senegas   | PCF            | 1 651        | 14,94        |             |             |
|                | Eliane Blanquier | Verts          | 1 119        | 10,12        |             |             |
|                | Emile Chiffre    | UDF            | 871          | 7,88         |             |             |
|                | Joseph Pommier   | PRG            | 515          | 4,66         |             |             |
|                |                  |                |              |              |             |             |
| Inscrits       | Inscrits         | Inscrits       | 18 198       | 100,00       | 18 188      | 100,00      |
| Abstention     | Abstention       | Abstention     | 6 356        | 34,93        | 7 466       | 41,05       |
| Votants        | Votants          | Votants        | 11 842       | 65,07        | 10 722      | 58,95       |
| Blancs et nuls | Blancs et nuls   | Blancs et nuls | 790          | 6,67         | 893         | 8,33        |
| Exprimés       | Exprimés         | Exprimés       | 11 052       | 93,33        | 9 829       | 91,67       |

*sortant

### Canton de Béziers-4
| Candidats      | Candidats          | Étiquette      | Premier tour | Premier tour | Second tour | Second tour |
| Candidats      | Candidats          | Étiquette      | Voix         | %            | Voix        | %           |
| -------------- | ------------------ | -------------- | ------------ | ------------ | ----------- | ----------- |
|                | Raymond Couderc*   | UDF            | 4 702        | 34,62        | 5 861       | 48,76       |
|                | Yves Untereiner    | FN             | 2 593        | 19,09        | 2 059       | 17,13       |
|                | Aimé Couquet       | PCF            | 2 438        | 17,95        | 4 100       | 34,11       |
|                | Roger Toulza       | PS             | 1 788        | 13,17        |             |             |
|                | Jean-Paul Coulouma | GE             | 1 426        | 10,50        |             |             |
|                | Regine Barthelemy  | Verts          | 634          | 4,67         |             |             |
|                |                    |                |              |              |             |             |
| Inscrits       | Inscrits           | Inscrits       | 21 649       | 100,00       | 21 650      | 100,00      |
| Abstention     | Abstention         | Abstention     | 7 356        | 33,98        | 8 804       | 40,67       |
| Votants        | Votants            | Votants        | 14 293       | 66,02        | 12 846      | 59,33       |
| Blancs et nuls | Blancs et nuls     | Blancs et nuls | 712          | 4,98         | 826         | 6,43        |
| Exprimés       | Exprimés           | Exprimés       | 13 581       | 95,02        | 12 020      | 93,57       |

*sortant

### Canton de Capestang
| Candidats      | Candidats         | Étiquette      | Premier tour | Premier tour | Second tour | Second tour |
| Candidats      | Candidats         | Étiquette      | Voix         | %            | Voix        | %           |
| -------------- | ----------------- | -------------- | ------------ | ------------ | ----------- | ----------- |
|                | Bernard Nayral*   | PS             | 2 986        | 41,63        | 3 596       | 57,71       |
|                | Xavier Gombert    | DVD            | 1 478        | 20,61        | 2 635       | 42,29       |
|                | Guy Barbier       | FN             | 1 042        | 14,53        |             |             |
|                | Christian Harquel | PCF            | 1 042        | 14,53        |             |             |
|                | Gilles Nicaise    | Verts          | 625          | 8,71         |             |             |
|                |                   |                |              |              |             |             |
| Inscrits       | Inscrits          | Inscrits       | 10 655       | 100,00       | 10 652      | 100,00      |
| Abstention     | Abstention        | Abstention     | 2 995        | 28,11        | 3 694       | 34,68       |
| Votants        | Votants           | Votants        | 7 660        | 71,89        | 6 958       | 65,32       |
| Blancs et nuls | Blancs et nuls    | Blancs et nuls | 487          | 6,36         | 727         | 10,45       |
| Exprimés       | Exprimés          | Exprimés       | 7 173        | 93,64        | 6 231       | 89,55       |

*sortant

### Canton de Castelnau-le-Lez
| Candidats      | Candidats            | Étiquette      | Premier tour | Premier tour | Second tour | Second tour |
| Candidats      | Candidats            | Étiquette      | Voix         | %            | Voix        | %           |
| -------------- | -------------------- | -------------- | ------------ | ------------ | ----------- | ----------- |
|                | Jean-Pierre Grand*   | RPR            | 4 514        | 49,26        | 5 901       | 80,32       |
|                | Jean-Louis Pelletier | FN             | 1 689        | 18,43        | 1 446       | 19,68       |
|                | Frank Montousse      | PS             | 1 079        | 11,78        |             |             |
|                | Stéphan Bailly       | GE             | 1 043        | 11,38        |             |             |
|                | Alain Sabat          | Verts          | 423          | 4,62         |             |             |
|                | Andre Esteve         | PCF            | 415          | 4,53         |             |             |
|                |                      |                |              |              |             |             |
| Inscrits       | Inscrits             | Inscrits       | 13 609       | 100,00       | 13 602      | 100,00      |
| Abstention     | Abstention           | Abstention     | 4 075        | 29,94        | 5 421       | 39,85       |
| Votants        | Votants              | Votants        | 9 534        | 70,06        | 8 181       | 60,15       |
| Blancs et nuls | Blancs et nuls       | Blancs et nuls | 371          | 3,89         | 834         | 10,19       |
| Exprimés       | Exprimés             | Exprimés       | 9 163        | 96,11        | 7 347       | 89,81       |

*sortant

### Canton de Castries
| Candidats      | Candidats          | Étiquette      | Premier tour | Premier tour | Second tour | Second tour |
| Candidats      | Candidats          | Étiquette      | Voix         | %            | Voix        | %           |
| -------------- | ------------------ | -------------- | ------------ | ------------ | ----------- | ----------- |
|                | Marcel Gibily*     | UDF            | 5 997        | 39,32        | 6 590       | 48,05       |
|                | Jean-Marcel Castet | PS             | 3 792        | 24,86        | 5 307       | 38,69       |
|                | Fernand Lapscher   | FN             | 2 474        | 16,22        | 1 819       | 13,26       |
|                | Bruno Gutierrez    | Verts          | 1 400        | 9,18         |             |             |
|                | Robert Trinquier   | PCF            | 925          | 6,07         |             |             |
|                | Pierre Bascou      | PS             | 663          | 4,35         |             |             |
|                |                    |                |              |              |             |             |
| Inscrits       | Inscrits           | Inscrits       | 21 665       | 100,00       | 21 662      | 100,00      |
| Abstention     | Abstention         | Abstention     | 5 659        | 26,12        | 7 242       | 33,43       |
| Votants        | Votants            | Votants        | 16 006       | 73,88        | 14 420      | 66,57       |
| Blancs et nuls | Blancs et nuls     | Blancs et nuls | 755          | 4,72         | 704         | 4,88        |
| Exprimés       | Exprimés           | Exprimés       | 15 251       | 95,28        | 13 716      | 95,12       |

*sortant

### Canton du Caylar
| Candidats      | Candidats            | Étiquette      | Premier tour | Premier tour | Second tour | Second tour |
| Candidats      | Candidats            | Étiquette      | Voix         | %            | Voix        | %           |
| -------------- | -------------------- | -------------- | ------------ | ------------ | ----------- | ----------- |
|                | Pierre Bouyeron*     | PS             | 355          | 46,71        | 406         | 51,92       |
|                | Jean-Marie Barascut  | DVD            | 321          | 42,24        | 376         | 48,08       |
|                | Louis Pascal         | FN             | 34           | 4,47         |             |             |
|                | Paulette Kjellberg   | Verts          | 33           | 4,34         |             |             |
|                | Marie-Claude Bastide | PCF            | 17           | 2,24         |             |             |
|                |                      |                |              |              |             |             |
| Inscrits       | Inscrits             | Inscrits       | 927          | 100,00       | 927         | 100,00      |
| Abstention     | Abstention           | Abstention     | 147          | 15,86        | 125         | 13,48       |
| Votants        | Votants              | Votants        | 780          | 84,14        | 802         | 86,52       |
| Blancs et nuls | Blancs et nuls       | Blancs et nuls | 20           | 2,56         | 20          | 2,49        |
| Exprimés       | Exprimés             | Exprimés       | 760          | 97,44        | 782         | 97,51       |

*sortant

### Canton de Clermont-l'Hérault
| Candidats      | Candidats             | Étiquette      | Premier tour | Premier tour | Second tour | Second tour |
| Candidats      | Candidats             | Étiquette      | Voix         | %            | Voix        | %           |
| -------------- | --------------------- | -------------- | ------------ | ------------ | ----------- | ----------- |
|                | Marcel Vidal*         | PS             | 3 575        | 46,03        | 4 104       | 59,79       |
|                | Claude Revel          | DVD            | 1 981        | 25,51        | 2 760       | 40,21       |
|                | Albert Martin         | FN             | 901          | 11,60        |             |             |
|                | Marie-Ange Decultieux | PCF            | 757          | 9,75         |             |             |
|                | Sylvie Cayrol         | Verts          | 552          | 7,11         |             |             |
|                |                       |                |              |              |             |             |
| Inscrits       | Inscrits              | Inscrits       | 11 122       | 100,00       | 11 119      | 100,00      |
| Abstention     | Abstention            | Abstention     | 2 905        | 26,12        | 3 658       | 32,90       |
| Votants        | Votants               | Votants        | 8 217        | 73,88        | 7 461       | 67,10       |
| Blancs et nuls | Blancs et nuls        | Blancs et nuls | 451          | 5,49         | 597         | 8,00        |
| Exprimés       | Exprimés              | Exprimés       | 7 766        | 94,51        | 6 864       | 92,00       |

*sortant

### Canton de Ganges
| Candidats      | Candidats             | Étiquette      | Premier tour | Premier tour | Second tour | Second tour |
| Candidats      | Candidats             | Étiquette      | Voix         | %            | Voix        | %           |
| -------------- | --------------------- | -------------- | ------------ | ------------ | ----------- | ----------- |
|                | Louis Randon*         | RPR            | 1 370        | 29,41        | 2 333       | 55,46       |
|                | Yvon Delmas           | PS             | 795          | 17,06        | 1 874       | 44,54       |
|                | Pierre Servier        | DVD            | 482          | 10,35        |             |             |
|                | Jean-Claude Rodriguez | PCF            | 421          | 9,04         |             |             |
|                | Jean Vallon           | DVD            | 408          | 8,76         |             |             |
|                | Jean-Pierre Wojcik    | PS             | 370          | 7,94         |             |             |
|                | Aimé Le Guen          | FN             | 288          | 6,18         |             |             |
|                | Elian Robert          | DVD            | 281          | 6,03         |             |             |
|                | Claude Duplan         | EXG            | 244          | 5,24         |             |             |
|                |                       |                |              |              |             |             |
| Inscrits       | Inscrits              | Inscrits       | 6 271        | 100,00       | 6 271       | 100,00      |
| Abstention     | Abstention            | Abstention     | 1 432        | 22,84        | 1 591       | 25,37       |
| Votants        | Votants               | Votants        | 4 839        | 77,16        | 4 680       | 74,63       |
| Blancs et nuls | Blancs et nuls        | Blancs et nuls | 180          | 3,72         | 473         | 10,11       |
| Exprimés       | Exprimés              | Exprimés       | 4 659        | 96,28        | 4 207       | 89,89       |

*sortant

### Canton de Lattes
| Candidats      | Candidats        | Étiquette      | Premier tour | Premier tour | Second tour | Second tour |
| Candidats      | Candidats        | Étiquette      | Voix         | %            | Voix        | %           |
| -------------- | ---------------- | -------------- | ------------ | ------------ | ----------- | ----------- |
|                | Michel Vaillat*  | UDF            | 4 437        | 41,78        | 5 822       | 73,17       |
|                | Hélène Zouroudis | FN             | 2 244        | 21,13        | 2 135       | 26,83       |
|                | René Julien      | PS             | 1 534        | 14,44        |             |             |
|                | Albert Morisset  | GE             | 1 163        | 10,95        |             |             |
|                | Eloi Martinez    | PCF            | 646          | 6,08         |             |             |
|                | Abel Dumont      | Verts          | 596          | 5,61         |             |             |
|                |                  |                |              |              |             |             |
| Inscrits       | Inscrits         | Inscrits       | 15 587       | 100,00       | 15 587      | 100,00      |
| Abstention     | Abstention       | Abstention     | 4 484        | 28,77        | 6 302       | 40,43       |
| Votants        | Votants          | Votants        | 11 103       | 71,23        | 9 285       | 59,57       |
| Blancs et nuls | Blancs et nuls   | Blancs et nuls | 483          | 4,35         | 1328        | 14,30       |
| Exprimés       | Exprimés         | Exprimés       | 10 620       | 95,65        | 7 957       | 85,70       |

*sortant

### Canton de Lunel
| Candidats      | Candidats             | Étiquette      | Premier tour | Premier tour | Second tour | Second tour |
| Candidats      | Candidats             | Étiquette      | Voix         | %            | Voix        | %           |
| -------------- | --------------------- | -------------- | ------------ | ------------ | ----------- | ----------- |
|                | Claude Barral*        | PS             | 5 127        | 34,35        | 6 892       | 49,72       |
|                | Jean-Michel Pouderoux | RPR            | 3 659        | 24,52        | 4 751       | 34,28       |
|                | Christian Malatia     | FN             | 2 887        | 19,34        | 2 218       | 16,00       |
|                | Alain Boissonade      | PCF            | 1 432        | 9,60         |             |             |
|                | Julien Maubon         | Verts          | 1 258        | 8,43         |             |             |
|                | Angelo Gennai         | EXG            | 561          | 3,76         |             |             |
|                |                       |                |              |              |             |             |
| Inscrits       | Inscrits              | Inscrits       | 21 410       | 100,00       | 21 410      | 100,00      |
| Abstention     | Abstention            | Abstention     | 5 672        | 26,49        | 5 672       | 31,07       |
| Votants        | Votants               | Votants        | 15 738       | 73,51        | 14 758      | 68,93       |
| Blancs et nuls | Blancs et nuls        | Blancs et nuls | 814          | 5,17         | 897         | 6,08        |
| Exprimés       | Exprimés              | Exprimés       | 14 924       | 94,83        | 13 861      | 93,92       |

*sortant

### Canton des Matelles
| Candidats      | Candidats              | Étiquette      | Premier tour | Premier tour | Second tour | Second tour |
| Candidats      | Candidats              | Étiquette      | Voix         | %            | Voix        | %           |
| -------------- | ---------------------- | -------------- | ------------ | ------------ | ----------- | ----------- |
|                | Gérard Saumade*        | PS             | 5 400        | 48,97        | 5 897       | 63,70       |
|                | Robert Quissac         | RPR            | 2 129        | 19,31        | 2 273       | 24,55       |
|                | Charles Galtier        | FN             | 1 618        | 14,67        | 1 088       | 11,75       |
|                | Jean-François Bartholi | Verts          | 1 347        | 12,22        |             |             |
|                | Rose Marie Guillon     | PCF            | 533          | 4,83         |             |             |
|                |                        |                |              |              |             |             |
| Inscrits       | Inscrits               | Inscrits       | 14 941       | 100,00       | 14 941      | 100,00      |
| Abstention     | Abstention             | Abstention     | 3 444        | 23,05        | 5 152       | 34,48       |
| Votants        | Votants                | Votants        | 11 497       | 76,95        | 9 789       | 65,52       |
| Blancs et nuls | Blancs et nuls         | Blancs et nuls | 470          | 4,09         | 531         | 5,42        |
| Exprimés       | Exprimés               | Exprimés       | 11 027       | 95,91        | 9 258       | 94,58       |

*sortant

### Canton de Mauguio
| Candidats      | Candidats            | Étiquette      | Premier tour | Premier tour | Second tour | Second tour |
| Candidats      | Candidats            | Étiquette      | Voix         | %            | Voix        | %           |
| -------------- | -------------------- | -------------- | ------------ | ------------ | ----------- | ----------- |
|                | Michel Bacala*       | PS             | 3 584        | 30,26        | 4 547       | 41,69       |
|                | Pierre Michelet      | RPR            | 3 489        | 29,46        | 4 549       | 41,71       |
|                | Jean-Claude Martinez | FN             | 2 735        | 23,09        | 1 811       | 16,60       |
|                | Jean-Louis Magnol    | Verts          | 1 328        | 11,21        |             |             |
|                | Claude Calbet        | PCF            | 708          | 5,98         |             |             |
|                |                      |                |              |              |             |             |
| Inscrits       | Inscrits             | Inscrits       | 17 566       | 100,00       | 17 572      | 100,00      |
| Abstention     | Abstention           | Abstention     | 5 135        | 29,23        | 6 082       | 34,61       |
| Votants        | Votants              | Votants        | 12 431       | 70,77        | 11 490      | 65,39       |
| Blancs et nuls | Blancs et nuls       | Blancs et nuls | 587          | 4,72         | 583         | 5,07        |
| Exprimés       | Exprimés             | Exprimés       | 11 844       | 95,28        | 10 907      | 94,93       |

*sortant

### Canton de Montpellier-3
| Candidats      | Candidats           | Étiquette      | Premier tour | Premier tour | Second tour | Second tour |
| Candidats      | Candidats           | Étiquette      | Voix         | %            | Voix        | %           |
| -------------- | ------------------- | -------------- | ------------ | ------------ | ----------- | ----------- |
|                | Philippe Couveinhes | RPR            | 2 586        | 33,65        | 3 333       | 52,55       |
|                | Michel Guibal       | PS             | 2 169        | 28,22        | 3 010       | 47,45       |
|                | Jean Cres           | FN             | 1 171        | 15,24        |             |             |
|                | Jacques Garriga     | GE             | 835          | 10,86        |             |             |
|                | Gérard Straumann    | Verts          | 538          | 7,00         |             |             |
|                | Alain Maussiere     | PCF            | 387          | 5,04         |             |             |
|                |                     |                |              |              |             |             |
| Inscrits       | Inscrits            | Inscrits       | 12 273       | 100,00       | 12 273      | 100,00      |
| Abstention     | Abstention          | Abstention     | 4 327        | 35,26        | 5 566       | 45,35       |
| Votants        | Votants             | Votants        | 7 946        | 64,74        | 6 707       | 54,65       |
| Blancs et nuls | Blancs et nuls      | Blancs et nuls | 260          | 3,27         | 364         | 5,43        |
| Exprimés       | Exprimés            | Exprimés       | 7 686        | 96,73        | 6 343       | 94,57       |

### Canton de Montpellier-5
| Candidats      | Candidats          | Étiquette      | Premier tour | Premier tour | Second tour | Second tour |
| Candidats      | Candidats          | Étiquette      | Voix         | %            | Voix        | %           |
| -------------- | ------------------ | -------------- | ------------ | ------------ | ----------- | ----------- |
|                | Christian Bénézis  | PS             | 1 581        | 28,17        | 2 219       | 44,14       |
|                | Bruno Barthez      | UDF            | 1 543        | 27,49        | 2 031       | 40,40       |
|                | Henri Fontez       | FN             | 1 115        | 19,86        | 777         | 15,46       |
|                | René Touren        | DVD            | 460          | 8,20         |             |             |
|                | Jacqueline Collard | GE             | 393          | 7,00         |             |             |
|                | Marylise Blanc     | PCF            | 287          | 5,11         |             |             |
|                | Edith Renvoiret    | Verts          | 234          | 4,17         |             |             |
|                |                    |                |              |              |             |             |
| Inscrits       | Inscrits           | Inscrits       | 9 052        | 100,00       | 9 052       | 100,00      |
| Abstention     | Abstention         | Abstention     | 3 246        | 35,86        | 3 840       | 42,42       |
| Votants        | Votants            | Votants        | 5 806        | 64,14        | 5 212       | 57,58       |
| Blancs et nuls | Blancs et nuls     | Blancs et nuls | 193          | 3,32         | 185         | 3,55        |
| Exprimés       | Exprimés           | Exprimés       | 5 613        | 96,68        | 5 027       | 96,45       |

### Canton de Montpellier-7
| Candidats      | Candidats        | Étiquette      | Premier tour | Premier tour | Second tour | Second tour |
| Candidats      | Candidats        | Étiquette      | Voix         | %            | Voix        | %           |
| -------------- | ---------------- | -------------- | ------------ | ------------ | ----------- | ----------- |
|                | Jean-Marc Bonnet | RPR            | 2 061        | 28,46        | 2 386       | 39,23       |
|                | Alain Bosc*      | PS             | 1 920        | 26,51        | 2 635       | 43,32       |
|                | Alain Jamet      | FN             | 1 548        | 21,37        | 1 061       | 17,44       |
|                | Michel Pieyre    | GE             | 793          | 10,95        |             |             |
|                | François Degans  | Verts          | 514          | 7,10         |             |             |
|                | Gabriel Michel   | PCF            | 407          | 5,62         |             |             |
|                |                  |                |              |              |             |             |
| Inscrits       | Inscrits         | Inscrits       | 12 678       | 100,00       | 12 675      | 100,00      |
| Abstention     | Abstention       | Abstention     | 5 180        | 40,86        | 6 354       | 50,13       |
| Votants        | Votants          | Votants        | 7 498        | 59,14        | 6 321       | 49,87       |
| Blancs et nuls | Blancs et nuls   | Blancs et nuls | 255          | 3,40         | 239         | 3,78        |
| Exprimés       | Exprimés         | Exprimés       | 7 243        | 96,60        | 6 082       | 96,22       |

*sortant

### Canton de Montpellier-9
| Candidats      | Candidats         | Étiquette      | Premier tour | Premier tour | Second tour | Second tour |
| Candidats      | Candidats         | Étiquette      | Voix         | %            | Voix        | %           |
| -------------- | ----------------- | -------------- | ------------ | ------------ | ----------- | ----------- |
|                | André Vézinhet*   | PS             | 2 778        | 40,37        | 3 353       | 55,53       |
|                | René Graverot     | FN             | 1 617        | 23,50        | 1 342       | 22,23       |
|                | Vincent Amoros    | UDF            | 1 196        | 17,38        | 1 343       | 22,24       |
|                | Geneviève Droz    | GE             | 455          | 6,61         |             |             |
|                | Michel Passet     | PCF            | 426          | 6,19         |             |             |
|                | Jean-Louis Garcia | Verts          | 410          | 5,96         |             |             |
|                |                   |                |              |              |             |             |
| Inscrits       | Inscrits          | Inscrits       | 11 508       | 100,00       | 11 507      | 100,00      |
| Abstention     | Abstention        | Abstention     | 4 388        | 38,13        | 5 165       | 44,89       |
| Votants        | Votants           | Votants        | 7 120        | 61,87        | 6 342       | 55,11       |
| Blancs et nuls | Blancs et nuls    | Blancs et nuls | 238          | 3,34         | 304         | 4,79        |
| Exprimés       | Exprimés          | Exprimés       | 6 882        | 96,66        | 6 038       | 95,21       |

*sortant

### Canton de Montpellier-10
| Candidats      | Candidats          | Étiquette      | Premier tour | Premier tour | Second tour | Second tour |
| Candidats      | Candidats          | Étiquette      | Voix         | %            | Voix        | %           |
| -------------- | ------------------ | -------------- | ------------ | ------------ | ----------- | ----------- |
|                | Danièle Santonja*  | UDF            | 4 046        | 37,02        | 4 586       | 49,95       |
|                | Hélène Colas       | PS             | 2 228        | 20,38        | 3 243       | 35,32       |
|                | Marie Banuls       | FN             | 1 847        | 16,90        | 1 352       | 14,73       |
|                | Christophe Morales | GE             | 1 371        | 12,54        |             |             |
|                | Raphaël Sanchez    | Verts          | 669          | 6,12         |             |             |
|                | Roselyne Gispert   | PCF            | 585          | 5,35         |             |             |
|                | Jacqueline Corral  | DVD            | 184          | 1,68         |             |             |
|                |                    |                |              |              |             |             |
| Inscrits       | Inscrits           | Inscrits       | 17 206       | 100,00       | 17 205      | 100,00      |
| Abstention     | Abstention         | Abstention     | 5 825        | 33,85        | 7 539       | 43,82       |
| Votants        | Votants            | Votants        | 11 381       | 66,15        | 9 666       | 56,18       |
| Blancs et nuls | Blancs et nuls     | Blancs et nuls | 451          | 3,96         | 485         | 5,02        |
| Exprimés       | Exprimés           | Exprimés       | 10 930       | 96,04        | 9 181       | 94,98       |

*sortant

### Canton de Murviel-lès-Béziers
| Candidats      | Candidats          | Étiquette      | Premier tour | Premier tour | Second tour | Second tour |
| Candidats      | Candidats          | Étiquette      | Voix         | %            | Voix        | %           |
| -------------- | ------------------ | -------------- | ------------ | ------------ | ----------- | ----------- |
|                | Jean Sénégas*      | PS             | 1 508        | 29,80        | 2 074       | 43,24       |
|                | Jean Guy           | PCF            | 1 069        | 21,12        | 1 423       | 29,67       |
|                | Guy Roque          | DVD            | 908          | 17,94        | 1 299       | 27,09       |
|                | Christiane Bastide | FN             | 564          | 11,14        |             |             |
|                | Jacques Peschiera  | PS             | 443          | 8,75         |             |             |
|                | Georges Peyre      | DVD            | 310          | 6,13         |             |             |
|                | René Pons          | Verts          | 259          | 5,12         |             |             |
|                | Jean-Paul Chanoine | DVD            | 0            | 0,00         |             |             |
|                |                    |                |              |              |             |             |
| Inscrits       | Inscrits           | Inscrits       | 7 111        | 100,00       | 7 111       | 100,00      |
| Abstention     | Abstention         | Abstention     | 1 795        | 25,24        | 2 066       | 29,05       |
| Votants        | Votants            | Votants        | 5 316        | 74,76        | 5 045       | 70,95       |
| Blancs et nuls | Blancs et nuls     | Blancs et nuls | 255          | 4,80         | 249         | 4,94        |
| Exprimés       | Exprimés           | Exprimés       | 5 061        | 95,20        | 4 796       | 95,06       |

*sortant

### Canton d'Olargues
| Candidats      | Candidats        | Étiquette      | Premier tour | Premier tour |
| Candidats      | Candidats        | Étiquette      | Voix         | %            |
| -------------- | ---------------- | -------------- | ------------ | ------------ |
|                | Jean Arcas*      | PS             | 1 532        | 64,75        |
|                | Jean Coupiac     | Verts          | 365          | 15,43        |
|                | Arlette Martinez | FN             | 237          | 10,02        |
|                | Jacky Tello      | PCF            | 232          | 9,81         |
|                |                  |                |              |              |
| Inscrits       | Inscrits         | Inscrits       | 3 281        | 100,00       |
| Abstention     | Abstention       | Abstention     | 701          | 21,37        |
| Votants        | Votants          | Votants        | 2 580        | 78,63        |
| Blancs et nuls | Blancs et nuls   | Blancs et nuls | 214          | 8,29         |
| Exprimés       | Exprimés         | Exprimés       | 2 366        | 91,71        |

*sortant

### Canton de Pézenas
| Candidats      | Candidats              | Étiquette      | Premier tour | Premier tour | Second tour | Second tour |
| Candidats      | Candidats              | Étiquette      | Voix         | %            | Voix        | %           |
| -------------- | ---------------------- | -------------- | ------------ | ------------ | ----------- | ----------- |
|                | Pierre Guiraud*        | EXG            | 2 954        | 43,12        | 3 563       | 55,64       |
|                | Jean-Pierre Ricard     | RPR            | 1 895        | 27,66        | 2 841       | 44,36       |
|                | Sylvette Dunant-Legout | FN             | 874          | 12,76        |             |             |
|                | Guy Benezech           | PCF            | 636          | 9,28         |             |             |
|                | Jean-Claude Fajeau     | Verts          | 491          | 7,17         |             |             |
|                |                        |                |              |              |             |             |
| Inscrits       | Inscrits               | Inscrits       | 9 811        | 100,00       | 9 811       | 100,00      |
| Abstention     | Abstention             | Abstention     | 2 608        | 26,58        | 3 013       | 30,71       |
| Votants        | Votants                | Votants        | 7 203        | 73,42        | 6 798       | 69,29       |
| Blancs et nuls | Blancs et nuls         | Blancs et nuls | 353          | 4,90         | 394         | 5,80        |
| Exprimés       | Exprimés               | Exprimés       | 6 850        | 95,10        | 6 404       | 94,20       |

*sortant

### Canton de Pignan
| Candidats      | Candidats         | Étiquette      | Premier tour | Premier tour | Second tour | Second tour |
| Candidats      | Candidats         | Étiquette      | Voix         | %            | Voix        | %           |
| -------------- | ----------------- | -------------- | ------------ | ------------ | ----------- | ----------- |
|                | Claude Etienne    | RPR            | 2 111        | 22,96        | 2 885       | 33,54       |
|                | Jean-Pierre Moure | PS             | 1 776        | 19,32        | 2 569       | 29,87       |
|                | Claude Seigner    | PS             | 1 658        | 18,04        | 2 132       | 24,78       |
|                | Robert Esteve     | FN             | 1 482        | 16,12        | 1 016       | 11,81       |
|                | Francois Buffa    | GE             | 897          | 9,76         |             |             |
|                | Simone Tali       | PCF            | 672          | 7,31         |             |             |
|                | Magali Manus      | Verts          | 597          | 6,49         |             |             |
|                |                   |                |              |              |             |             |
| Inscrits       | Inscrits          | Inscrits       | 13 311       | 100,00       | 13 309      | 100,00      |
| Abstention     | Abstention        | Abstention     | 3 629        | 27,26        | 4 264       | 32,04       |
| Votants        | Votants           | Votants        | 9 682        | 72,74        | 9 045       | 67,96       |
| Blancs et nuls | Blancs et nuls    | Blancs et nuls | 489          | 5,05         | 443         | 4,90        |
| Exprimés       | Exprimés          | Exprimés       | 9 193        | 94,95        | 8 602       | 95,10       |

### Canton de Saint-Chinian
| Candidats      | Candidats        | Étiquette      | Premier tour | Premier tour | Second tour | Second tour |
| Candidats      | Candidats        | Étiquette      | Voix         | %            | Voix        | %           |
| -------------- | ---------------- | -------------- | ------------ | ------------ | ----------- | ----------- |
|                | Raoul Bayou*     | PS             | 1 684        | 44,75        | 2 001       | 57,60       |
|                | Henri Fabre-Luce | DVD            | 975          | 25,91        | 1 473       | 42,40       |
|                | Claudine Mathieu | PCF            | 410          | 10,90        |             |             |
|                | France Jamet     | FN             | 372          | 9,89         |             |             |
|                | Michele Comps    | Verts          | 322          | 8,56         |             |             |
|                |                  |                |              |              |             |             |
| Inscrits       | Inscrits         | Inscrits       | 5 731        | 100,00       | 5 730       | 100,00      |
| Abstention     | Abstention       | Abstention     | 1 609        | 28,08        | 1 838       | 32,08       |
| Votants        | Votants          | Votants        | 4 122        | 71,92        | 3 892       | 67,92       |
| Blancs et nuls | Blancs et nuls   | Blancs et nuls | 359          | 8,71         | 418         | 10,74       |
| Exprimés       | Exprimés         | Exprimés       | 3 763        | 91,29        | 3 474       | 89,26       |

*sortant

### Canton de Saint-Gervais-sur-Mare
| Candidats      | Candidats              | Étiquette      | Premier tour | Premier tour | Second tour | Second tour |
| Candidats      | Candidats              | Étiquette      | Voix         | %            | Voix        | %           |
| -------------- | ---------------------- | -------------- | ------------ | ------------ | ----------- | ----------- |
|                | Marcel Roques*         | UDF            | 1 855        | 42,01        | 2 288       | 53,05       |
|                | Philippe Tailland      | DVD            | 980          | 22,19        | 2 025       | 46,95       |
|                | Jean-Luc Falip         | PS             | 838          | 18,98        | Retrait     | Retrait     |
|                | Patricia Coupiac-Gajac | Verts          | 270          | 6,11         |             |             |
|                | Constant Broust        | FN             | 238          | 5,39         |             |             |
|                | Guy Fabre              | PCF            | 235          | 5,32         |             |             |
|                |                        |                |              |              |             |             |
| Inscrits       | Inscrits               | Inscrits       | 5 655        | 100,00       | 5 655       | 100,00      |
| Abstention     | Abstention             | Abstention     | 1 089        | 19,26        | 1 062       | 18,78       |
| Votants        | Votants                | Votants        | 4 566        | 80,74        | 4 593       | 81,22       |
| Blancs et nuls | Blancs et nuls         | Blancs et nuls | 150          | 3,29         | 280         | 6,10        |
| Exprimés       | Exprimés               | Exprimés       | 4 416        | 96,71        | 4 313       | 93,90       |

*sortant

### Canton de La Salvetat-sur-Agout
| Candidats      | Candidats        | Étiquette      | Premier tour | Premier tour |
| Candidats      | Candidats        | Étiquette      | Voix         | %            |
| -------------- | ---------------- | -------------- | ------------ | ------------ |
|                | Francis Cros     | PS             | 627          | 64,44        |
|                | Jacques Gayraud  | DVD            | 254          | 26,10        |
|                | Jacques Philippe | FN             | 45           | 4,62         |
|                | Jacques Domenech | PCF            | 26           | 2,67         |
|                | Gérard Paing     | Verts          | 21           | 2,16         |
|                |                  |                |              |              |
| Inscrits       | Inscrits         | Inscrits       | 1 231        | 100,00       |
| Abstention     | Abstention       | Abstention     | 214          | 17,38        |
| Votants        | Votants          | Votants        | 1 017        | 82,62        |
| Blancs et nuls | Blancs et nuls   | Blancs et nuls | 44           | 4,33         |
| Exprimés       | Exprimés         | Exprimés       | 973          | 95,67        |

### Canton de Servian
| Candidats      | Candidats       | Étiquette      | Premier tour | Premier tour | Second tour | Second tour |
| Candidats      | Candidats       | Étiquette      | Voix         | %            | Voix        | %           |
| -------------- | --------------- | -------------- | ------------ | ------------ | ----------- | ----------- |
|                | Henri Béziat*   | PS             | 2 245        | 43,63        | 2 817       | 61,91       |
|                | Fernand Bouty   | RPR            | 1 201        | 23,34        | 1 733       | 38,09       |
|                | Gilles Galtier  | PCF            | 738          | 14,34        | Retrait     | Retrait     |
|                | Raphaël Russo   | FN             | 657          | 12,77        |             |             |
|                | Bruno Gutierrez | Verts          | 304          | 5,91         |             |             |
|                |                 |                |              |              |             |             |
| Inscrits       | Inscrits        | Inscrits       | 6 976        | 100,00       | 6 976       | 100,00      |
| Abstention     | Abstention      | Abstention     | 1 593        | 22,84        | 2 049       | 29,37       |
| Votants        | Votants         | Votants        | 5 383        | 77,16        | 4 927       | 70,63       |
| Blancs et nuls | Blancs et nuls  | Blancs et nuls | 238          | 4,42         | 377         | 7,65        |
| Exprimés       | Exprimés        | Exprimés       | 5 145        | 95,58        | 4 550       | 92,35       |

*sortant

### Canton de Sète-2
| Candidats      | Candidats                       | Étiquette      | Premier tour | Premier tour | Second tour | Second tour |
| Candidats      | Candidats                       | Étiquette      | Voix         | %            | Voix        | %           |
| -------------- | ------------------------------- | -------------- | ------------ | ------------ | ----------- | ----------- |
|                | Francois Liberti*               | PCF            | 3 048        | 32,37        | 4 407       | 50,31       |
|                | Hélène Le'Vin                   | RPR            | 2 758        | 29,29        | 4 352       | 49,69       |
|                | Françoise Schoenauer            | FN             | 1 466        | 15,57        |             |             |
|                | Jean Lavabre                    | PS             | 884          | 9,39         |             |             |
|                | Nicolas Crisconio               | GE             | 635          | 6,74         |             |             |
|                | Lionel Lopez                    | Verts          | 410          | 4,35         |             |             |
|                | Olivier du Plessis de Pouzilhac | DVD            | 214          | 2,27         |             |             |
|                |                                 |                |              |              |             |             |
| Inscrits       | Inscrits                        | Inscrits       | 14 688       | 100,00       | 14 686      | 100,00      |
| Abstention     | Abstention                      | Abstention     | 4 836        | 32,92        | 5 229       | 35,61       |
| Votants        | Votants                         | Votants        | 9 852        | 67,08        | 9 457       | 64,39       |
| Blancs et nuls | Blancs et nuls                  | Blancs et nuls | 437          | 4,44         | 698         | 7,38        |
| Exprimés       | Exprimés                        | Exprimés       | 9 415        | 95,56        | 8 759       | 92,62       |

*sortant